# Joachim Fritsche
Joachim Fritsche (Delitzsch, 24 de Agosto de 1946) é um ex-futebolista profissional alemão que atuava como defensor.

## Carreira
Joachim Fritsche atuou em sua carreira no Lokomotive Leipzig, ele fez parte do elenco da Alemanha Oriental, na copa do Mundo de 1974.